# Пийква
Пи́йква (ест. Põikva küla) — село в Естонії, у волості Тюрі повіту Ярвамаа.

## Населення
Чисельність населення на 31 грудня 2011 року становила 88 осіб.